# 呂純如
吕纯如（？—？），字孟谐，號益轩，南直隶蘇州府吴江县人，明朝政治人物。

## 生平
万历二十五年（1597年）丁酉科应天乡试舉人，二十九年（1601年）辛丑科進士，通政司觀政，授福建龍溪縣知縣，三十二年考察調簡，改偃师县知县，调洛阳县。三十五年升南京工部主事，三十八年升郎中，三十九年升福建清軍道佥事，四十二年升本省右參議，四十三年升副使，尋暂致仕歸。四十四年三月起为山西提學副使，四十六年起升光禄寺添注少卿，十一月致仕归。四十七年十一月起升光禄寺少卿。天启二年以太常寺少卿董应举薦言，起用为順天府府丞，尋被弹劾去職。五年三月起復原官，四月升巡抚山东右佥都御史。六年十二月升添注兵部右侍郎。七年二月护送惠王朱常润就藩荆州。八月改左侍郎。尋以三大殿工成加恩，加兵部尚书。崇禎元年九月免官，二年被弹劾为阉党，削籍为民。

## 家族
曾祖吕奎。祖父吕愚。父吕嘉议，庠生。